# 16560 Daitor
16560 Daitor è un asteroide troiano di Giove del campo troiano. Scoperto nel 1991, presenta un'orbita caratterizzata da un semiasse maggiore pari a 5,0563774 UA e da un'eccentricità di 0,0404204, inclinata di 15,31079° rispetto all'eclittica.
L'asteroide è dedicato a Detore, guerriero troiano.